# Kaplica Świętych Męczenników Borysa i Gleba w Jurowlanach
Kaplica pod wezwaniem Świętych Męczenników Borysa i Gleba – prawosławna kaplica cmentarna w Jurowlanach. Należy do parafii św. Jerzego w Jurowlanach, w dekanacie Sokółka diecezji białostocko-gdańskiej Polskiego Autokefalicznego Kościoła Prawosławnego.

## Opis
Kaplicę wzniesiono w 1865 z materiału pozostałego po rozbiórce starszej parafialnej cerkwi w Jurowlanach, na miejscu której wzniesiono cerkiew murowaną. Budowla drewniana, o konstrukcji zrębowej, orientowana, salowa, zamknięta prostokątnie. Od frontu kruchta. Dachy jednokalenicowe, kryte gontem. Nad centralną częścią nawy niewielka wieżyczka zwieńczona cebulastym hełmem.
Uroczystość patronalna obchodzona jest 6 sierpnia (24 lipca według starego stylu).
Kaplica została wpisana do rejestru zabytków 10 lipca 2001 pod nr A-17.
Otaczający świątynię cmentarz został założony ok. 1848.